# Книжкова премія Анісфілд-Вулф
Книжкова премія Анісфілд-Вулф — американська літературна премія, присвячена відзначенню письмових творів, які зробили важливий внесок у розуміння расизму та оцінку різноманіття людської культури. Заснована в 1935 році клівлендською поетесою та меценаткою Ідіт Анісфілд-Вулф. Спочатку нагороду вручав журнал Saturday Review, а з 1963 року нагородами керує Клівлендський фонд.
Премія вручається у категоріях з художньої літератури, поезії, наукової літератури та за життєві досягнення. Вручається щороку у вересні на церемонії, відкритій для громадськості, в якій беруть участь нагороджені. Серед відомих лауреатів — Зора Ніл Герстон (1943), Ленгстон Г'юз (1954), Мартін Лютер Кінг (1959), Максін Хонг Кінгстон (1978), Воле Шоїнка (1983), Надін Гордімер (1988), Тоні Моррісон (1988), Ральф Еллісон (1992), Едвард Саїд (2000) та Дерек Волкотт (2004).

## Лауреати

### Художня література
- 2020 — Намвілі Серпелл за The Old Drift
- 2019 — Томмі Орандж за  There There
- 2018 — Джесмін Ворд за Sing, Unburied, Sing
- 2017 — Пітер Го Девіс за The Fortunes
- 2017 — Каран Магаджан за The Association of Small Bombs
- 2016 — Мері Морріс за The Jazz Palace
- 2015 — Марлон Джеймс за A Brief History of Seven Killings
- 2014 — Ентоні Марра за A Constellation of Vital Phenomena
- 2014 — Едріан Матейка за The Big Smoke
- 2013 — Юджин Глорія за My Favorite Warlord
- 2013 — Лейрд Гант за Kind One
- 2013 — Кевін Паверс за The Yellow Birds
- 2012 — Есі Едуг'ян за Half-Blood Blues
- 2011 — Ніколь Краусс за Great House
- 2011 — Мері Гелен Стефаняк за The Cailiffs of Baghdad, Georgia
- 2010 — Каміла Шамсі за Burnt Shadows
- 2009 — Луїз Ердріч за  The Plague of Doves
- 2009 — Нам Ле за The Boat
- 2008 — Джунот Діас за The Brief Wondrous Life of Oscar Wao
- 2008 — Мохсін Хамід за The Reluctant Fundamentalist
- 2007 — Чімаманда Нґозі Адічі за Half of a Yellow Sun
- 2007 — Марта Коллінс за Blue Front
- 2006 — Зеді Сміт за On Beauty
- 2005 — Едвідж Дантікат за The Dew Breaker
- 2004 — Едвард Джонс за The Known World
- 2003 — Стівен Картер за The Emperor of Ocean Park
- 2003 — Рітіка Вазірані за World Hotel
- 2002 — Колсон Вайтгед за John Henry Days
- 2000 — Чанг-Рае Лі за A Gesture Life
- 1999 — Рассел Бенкс за Cloudsplitter
- 1998 — Волтер Мослі за Always Outnumbered, Always Outgunned
- 1997 — Ямайка Кінкайд за Autobiography of My Mother
- 1996 — Медісон Смартт Белл за All Souls' Rising
- 1995 — Реджинальд Гіббонс за Sweetbitter: A Novel
- 1994 — Джудіт Ортіс Кофер за The Latin Deli: Prose and Poetry
- 1993 — Сандра Кіснерос за Woman Hollering Creek and Other Stories
- 1990 — Долорес Кендрік за The Women of Plums: Poems in the Voices of Slave Women
- 1988 — Надін Гордімер за A Sport of Nature
- 1988 — Тоні Моррісон за Beloved
- 1985 — Брейтен Брейтенбах за Mouroir: Mirrornotes of a Novel
- 1969 — Ґвендолін Брукс за In the Mecca; Poems
- 1962 — Джина Аллен за The Forbidden Man
- 1954 — Ленгстон Г'юз за Simple Takes a Wife
- 1951 — Джон Герсі за The Wall
- 1949 — Алан Пейтон за Cry, the Beloved Country
- 1948 — Ворт Татл Гедден за The Other Room
- 1947 — Аш Шалом за East River
- 1945 — Гветалін Грем за Earth and High Heaven

### Поезія
- 2020 — Ілля Камінський за Deaf Republic
- 2019 — Трейсі Сміт за Wade in the Water
- 2018 — Шейн Маккре за In the Language of My Captor
- 2017 — Тайгімба Джесс за Olio
- 2016 — Ровен Рікардо Філліпс за Heaven
- 2015 — Джеріко Браун за The New Testament
- 2015 — Мерилін Чін за Hard Love Province

### Наукова література
- 2020 — Чарльз Кінг за Gods of the Upper Air: How a Circle of Renegade Anthropologists Reinvented Race, Sex, and Gender in the Twentieth Century
- 2019 — Ендрю Дельбанко за The War Before the War: Fugitive Slaves and the Struggle за America's Soul from the Revolution to the Civil War
- 2018 — Кевін Янг за Bunk: The Rise of Hoaxes, Humbug, Plagiarists, Phonies, Post-Facts, and Fake News
- 2017 — Марго Лі Шеттерлі за Hidden Figures
- 2016 — Лілліан Фадерман за The Gay Revolution: The Story of the Struggle
- 2015 — Річард Данн за A Tale of Two Plantations
- 2014 — Арі Шавіт за My Promised Land: The Triumph and Tragedy of Israel
- 2013 — Ендрю Соломон за Far From the Tree
- 2012 — Девіт Бліджт за American Oracle: The Civil War in the Civil Rights Era
- 2012 — Девід Лівінгстон Сміт за Less Than Human: Why We Demean, Enslave, and Exterminate Others
- 2011 — Девід Елтіс і Девід Річардсон за Atlas of the Transatlantic Slave Trade
- 2011 — Ізабель Вілкерсон за The Warmth of Other Suns
- 2009 — Аннет Гордон-Рід за The Hemingses of Monticello
- 2008 — Аяан Хірсі Алі за Infidel.
- 2007 — Скотт Рейнольдс Нельсон за Steel Drivin' Man: John Henry: the Untold Story of an American Legend
- 2006 — Джилл Лепоре за New York Burning: Liberty, Slavery, and Conspiracy in Eighteenth-Century Manhattan
- 2005 — A. Van Jordan за Macnolia: Poems
- 2005 — Джеффрі Ворд за Unforgivable Blackness: The Rise and Fall of Jack Johnson
- 2004 — Іра Берлін за Generations of Captivity: A History of African-American Slaves
- 2004 — Едріан Ніколь Лебланк за Random Family: Love, Drugs, Trouble, and Coming of Age in the Bronx
- 2003 — Саманта Пауер за A Problem from Hell: America and the Age of Genocide
- 2002 — Квінсі Джонс за Q: The Autobiography of Quincy Jones
- 2002 — Вернон Джордан, Annette Gordon-Reed за Vernon Can Read!: A Memoir
- 2001 — Девід Леверінг Льюїс за W. E. B. Du Bois: The Fight за Equality and the American Century 1919—1963
- 2001 — F. X. Toole за Rope Burns: Stories from the Corner
- 2000 — Едвард Саїд за Out of Place: A Memoir
- 1999 — Джон Льюїс, Майкл Д'Орсо за Walking with the Wind: A Memoir of the Movement
- 1998 — Той Деррікотт за The Black Notebooks: An Interior Journey
- 1997 — Джеймс Макбрайд за The Color of Water
- 1996 — Джонатан Козол за Amazing Grace: The Lives of Children and the Conscience of a Nation
- 1995 — Брент Степлс за Parallel Time: Growing Up in Black and White
- 1995 — Вільям Такер за The Science and Politics of Racial Research
- 1994 — Девід Леверінг Льюїс за W. E. B. Du Bois: A Reader
- 1994 — Рональд Такакі за A Different Mirror: A History of Multicultural America
- 1993 — Кваме Ентоні Аппіа за In My Father's House: Africa in the Philosophy of Culture
- 1993 — Марія Ґімбутас за The Civilization of the Goddess
- 1992 — Мелісса Фей Грін за Praying за Sheetrock: A Work of Nonfiction
- 1992 — Пітер Гейс за Lessons and Legacies I: The Meaning of the Holocaust in a Changing World
- 1992 — Елейн Менш, Гаррі Менш за The IQ Mythology: Class, Race, Gender, and Inequality
- 1992 — Мерилін Нельсон за The Homeplace
- 1991 — Керол Беквіт, Анжела Фішер, Грем Хенкок за African Ark: People and Ancient Cultures of Ethiopia and the Horn of Africa
- 1991 — Волтер Джексон за Gunnar Myrdal and America's Conscience: Social Engineering and Racial Liberalism, 1938—1987
- 1991 — Форест Вуд за The Arrogance Of Faith: Christianity and Race in America
- 1990 — Долорес Кендрік за The Women of Plums: Poems in the Voices of Slave Women
- 1990 — Г'ю Гонур за The Image of the Black in Western Art: Part 1
- 1989 — Тейлор Бранч за Parting the Waters: America in the King Years
- 1989 — Генрі Луїс Гейтс за Collected Black Women's Narratives
- 1989 — Джордж Ліпсіц за Life In The Struggle
- 1989 — Пітер Саттон за Dreamings: The Art of Aboriginal Australia
- 1988 — Джеффрі Джей Фокс and Волтер Морріс. за Living Maya
- 1988 — Ебігейл Тернстром за Whose Votes Count?: Affirmative Action and Minority Voting Rights
- 1987 — Арнольд Рамперсад за The Life of Langston Hughes
- 1987 — Гейл Шігі за Spirit of Survival
- 1986 — Дональд Даунс за Nazis in Skokie: Freedom, Community and the First Amendment
- 1986 — Джеймс Норт за Freedom Rising
- 1986 — Вільям Бартон Райт and Clifford Bahnimptewa за Kachinas: A Hopi Artist's Documentary
- 1985 — Девід Віман за The Abandonment of the Jews: America and the Holocaust 1941—1945
- 1984 — Хосе Альсіна Франч за Pre-Columbian Art
- 1984 — Гумберт Неллі за From Immigrants to Ethnics: The Italian Americans
- 1983 — Річард Родрігес за Hunger of Memory: The Education of Richard Rodriguez
- 1983 — Воле Шоїнка за Aké: The Years of Childhood
- 1982 — Джеффрі Філд за Evangelist of Race: The Germanic Vision of Houston Stewart Chamberlain
- 1982 — Пітер Павелл за People of the Sacred Mountain
- 1981 — Керол Беквіт і Тепіліт Оле Сайтоті за Maasai
- 1981 — Джамаке Гайджвотер за Song from the Earth: American Indian painting
- 1980 — Урі Бронфенбреннер за The Ecology of Human Development: Experiments by Nature and Design
- 1980 — Річард Боршай Лі за The !Kung San: Men, Women and Work in a Foraging Society
- 1979 — Філліп Тобіас за The Bushmen: San hunters and herders of Southern Africa
- 1978 — Аллан Чейс за Legacy of Malthus
- 1978 — Максін Хонг Кінгстон за The Woman Warrior: Memoirs of a Girlhood Among Ghosts
- 1977 — Річард Клюгер за Simple Justice
- 1977 — Мічі Веглін за Years of Infamy: The Untold Story of America's Concentration Camps
- 1976 — Люсі Давидович за The War Against the Jews: 1933—1945
- 1976 — Томмі Кірнан за The Arabs: Their History, Aims, and Challenge to the Industrialized World
- 1976 — Рафаель Патай і Дженніфер Вінг за The Myth of the Jewish race
- 1975 — Юджин Дженовезе за Roll, Jordan, Roll: The World the Slaves Made
- 1975 — Леон Поляков за The Aryan Myth: A History of Racist and Nationalistic Ideas In Europe
- 1974 — Чарльз Дугвід за Doctor and the Aborigines
- 1974 — Мішель Фабре за The Unfinished Quest of Richard Wright
- 1974 — Елбі Сакс за Justice in South Africa
- 1974 — Луїс Лео Снайдер за The Dreyfus Case: A Documentary History
- 1973 — Пет Конрой за The Water Is Wide
- 1973 — Бетті Фладеланд за Men & Brothers
- 1973 — Лі Рейнвотер за Behind Ghetto Walls: Black Family Life in a Federal Slum
- 1972 — Джордж Фредріксон за The Black Image in the White Mind: The Debate on Afro-American Character and Destiny, 1817—1914
- 1972 — Джон Гейллер за Outcasts from Evolution: Scientific Attitudes of Racial Inferiority, 1859—1900
- 1972 — Девід Лоє за The Healing of a Nation
- 1972 — Набот Мокгатле за The Autobiography of an Unknown South African
- 1972 — Дональд Робінсон за Slavery in the Structure of American Politics, 1765—1820
- 1971 — Роберт Вільям Джулі за A History of the African People
- 1971 — Карлетон Мабее за Black Freedom: The Nonviolent Abolitionists from 1830 through the Civil War
- 1971 — Стен Стейнер за La Raza: The Mexican Americans
- 1971 — Ентоні Воллас за Death and Rebirth of Seneca
- 1970 — Ден Картер за Scottsboro: A Tragedy of the American South
- 1970 — Вайн Делорія за Custer Died за Your Sins: An Indian Manifesto
- 1970 — Флорестан Фернантес за The Negro in Brazilian Society
- 1970 — Одрі Гірднер і Енн Лофтіс за The Great Betrayal: The Evacuation of the Japanese-Americans during World War II
- 1969 — Ірл Беджман і Грант Далстром за Negro and White Children: A Psychological Study in the Rural South
- 1969 — Леонард Діннерштейн за The Leo Frank Case
- 1969 — Стюарт Левін і Ненсі Лур'є за The American Indian Today
- 1968 — Норман Кон за Warrant за Genocide: The Myth of the Jewish World Conspiracy and the Protocols of the Elders of Zion
- 1968 — Роберт Коулс за Children of Crisis: A Study of Courage and Fear
- 1968 — Рауль Гільберг за The Destruction of the European Jews
- 1968 — Еріх Калер за The Jews among the Nations
- 1967 — Девід Бріон Девіс за The Problem of Slavery in Western Culture
- 1967 — Оскар Льюїс за La Vida
- 1966 — H. C. Baldry за Unity Mankind Greek Thought
- 1966 — Клод Браун за Manchild in the Promised Land
- 1966 — Малколм Ікс і Алекс Гейлі за The Autobiography of Malcolm X
- 1966 — Амрам Шейнфельд за Your Heredity and Environment
- 1965 — Мілтон Гордон за  Assimilation in American Life: The Role of Race, Religion and National Origins
- 1965 — Джемс Макферсон за The Struggle за Equality: Abolitionists and the Negro in the Civil War and Reconstruction
- 1965 — Абрам Сакар за A History of the Jews, Revised Edition
- 1965 — Джеймс Сільвер за Mississippi: The Closed Society
- 1964 — Натан Глейзер і Деніел Патрік Мойніган за Beyond the Melting Pot: The Negroes, Puerto Ricans, Jews, Italians, and Irish of New York City
- 1964 — Гарольд Ісаакс за The New World of Negro Americans
- 1964 — Бернард Олсон за Faith and Prejudice
- 1963 — Добржанський Феодосій Григорович за Mankind Evolving
- 1962 — Двайт Дюмонд за Antislavery: The Crusade за Freedom in America
- 1962 — Джон Говард Гріффін за Black Like Me
- 1961 — Едуард Рікардо Брейтуєйт за To Sir, With Love
- 1961 — Луїс Ломакс за The Reluctant African
- 1960 — Бейзіл Девідсон за Lost Cities of Africa
- 1960 — Джон Гайнс Голмс за I Speak за Myself
- 1959 — Мартін Лютер Кінг за Stride Toward Freedom: The Montgomery Story
- 1959 — Джодж Ітон Сімпсон і Джон Мілтон Їнгер за Racial and Cultural Minorities:: An Analysis of Prejudice and Discrimination
- 1958 — Джессі Семс за White Mother
- 1958 — South African Institute of Race Relations за Handbook on Race Relations
- 1957 — Гілберто Фрейр за The Masters and the Slaves: A Study in the Development of Brazilian Civilization
- 1957 — Тревор Гадлстон за Naught за Your Comfort
- 1956 — Джон Дін і Алекс Розен за A Manual of Intergroup Relations
- 1956 — Джордж Шеферд за They Wait in Darkness
- 1955 — Оден Мікер за Report on Africa
- 1955 — Ліл Сондерс за Cultural Differences and Medical Care
- 1954 — Вернон Барлетт за Struggle за Africa
- 1953 — Фарлі Моует за People of the Deer
- 1953 — Гань Суїнь за A Many-Splendoured Thing
- 1952 — Бютон Беррі за Race Relations
- 1952 — Лоренс ван дер Пост за Venture to the Interior
- 1951 — Генрі Гіббс за Twilight in South Africa
- 1950 — Андгілл Файнберг за Punishment Without Crime
- 1950 — Ширлі Грем за Your Most Humble Servant
- 1949 — J.C. Furnas за Anatomy of Paradise
- 1948 — Джон Кольєр за The Indians of the Americas
- 1947 — Полін Кіббе за Latin Americans in Texas
- 1946 — Сент-Клер Дрейк and Горас Кейтон за Black Metropolis: A Study of Negro Life in a Northern City
- 1946 — Воллес Стегнер and the editors of Look за One Nation
- 1945 — Гуннар Мюрдаль за An American Dilemma
- 1944 — Рой Оттлі за New World A-Coming
- 1944 — Моріс Семюель за The World of Sholom Aleichem
- 1943 — Зора Ніл Герстон за Dust Tracks on a Road: An Autobiography
- 1942 — Леопольд Інфельд за Quest: An Autobiography
- 1942 — Джеймс Лейбурн за The Haitian People
- 1941 — Луїс Адаміч за From Many Lands
- 1940 — Едвард Франклін Фразьє за The Negro Family in the United States
- 1937 — Джуліан Гакслі і Альфред Корт Гаддон за We Europeans: A Survey of «Racial» Problems
- 1936 — Гарольд Фут Госнелл за Negro Politicians: Rise of Negro Politics in Chicago

### За життєві досягнення
- 2020 — Ерік Фонер
- 2019 — Соня Санчес
- 2018 — Скотт Момадей
- 2017 — Ізабель Альєнде
- 2016 — Орландо Паттерсон
- 2015 — Девід Бріон Девіс
- 2014 — сер Вілсон Гарріс
- 2014 — Джордж Ламмінг
- 2012 — Воле Шоїнка
- 2012 — Арнольд Рамперсад
- 2011 — Джон Едгар Вайдмен
- 2010 — Елізабет Александер
- 2010 — Вільям Джуліус Вілсон
- 2010 — Опра Вінфрі
- 2009 — Пол Маршалл
- 2008 — Вільям Мелвін Келлі
- 2007 — Тейлор Бранч
- 2006 — Вільям Дембі
- 2005 — Август Вілсон
- 2004 — Дерек Волкотт
- 2003 — Едріенн Кеннеді
- 2002 — Джей Райт
- 2001 — Люсіль Кліфтон
- 2000 — Ернест Гейнс
- 1999 — Джон Гоуп Франклін
- 1998 — Гордон Паркс
- 1997 — Альберт Мюррей
- 1996 — Дороті Вест

### Спеціальна премія за досягнення
- 1992 — Ральф Еллісон за Invisible Man